# Magomadas
Magomadas är en ort och kommun i provinsen Oristano i regionen Sardinien i Italien. Kommunen hade 655 invånare (2017).